# Metropolia Santarém
Metropolia Santarém – metropolia Kościoła rzymskokatolickiego w Brazylii. Składa się z metropolitalnej archidiecezji Santarém, dwóch diecezji i dwóch prałatur terytorialnych. Została erygowana 6 listopada 2019 przez papieża Franciszka. Od 2019 godność metropolity sprawuje arcybiskup Irineu Roman.
W skład metropolii wchodzą:
- archidiecezja Santarém
  - diecezja Óbidos
  - diecezja Xingu-Altamira
    - prałatura terytorialna Alto Xingu-Tucumã
    - prałatura terytorialna Itaituba

## Metropolici
- Irineu Roman (od 2019)

Prowincja kościelna Santarém wraz z prowincją Belém do Pará  tworzy region kościelny Północ 2 (Regional Norte 2), zwany też regionem Pará e Amapá.